# Nabíječka baterií

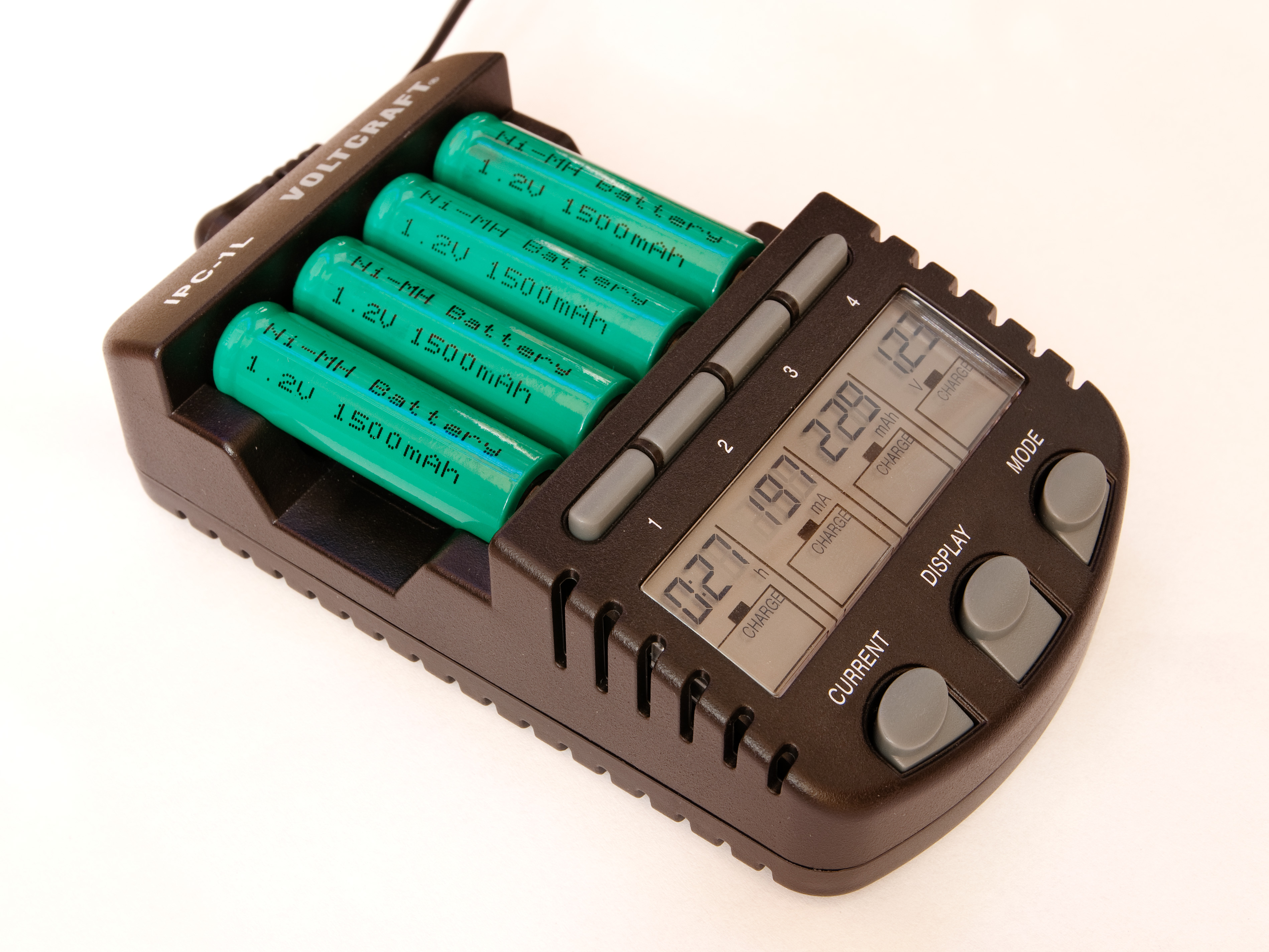
Nabíječka tužkových akumulátorů.

Nabíječka baterií je v elektrotechnice zařízení, které umožňuje nabíjet sekundární (chemické) články (akumulátory) tak, že jimi nechá procházet elektrický proud. Sekundární články (například olověný akumulátor, NiCd, NiMH, Li-Ion, Li-Po) jsou chemické zdroje elektrického proudu, kde může chemická reakce probíhat oběma směry (nabíjení a vybíjení). Při nabíjení je dodávána elektrická energie do článku, kde je uložena v podobě chemických vazeb, aby mohla být později uvolněna v podobě elektrického proudu.
Každý elektrický článek má dáno jmenovité napětí, od kterého je odvozeno nabíjecí napětí tak, aby při nabíjení nedošlo k poškození článku (například olověný akumulátor má 2 V na článek a nabíjecí napětí je 2,2 V na článek). Nabíječky baterií jsou obvykle určeny pro určitý druh akumulátoru, ale mohou být i univerzální (pro několik podobných typů akumulátorů). Nabíječky mohou používat zapojení konstantního zdroje proudu.